# T-모바일 US
T-모바일 US(T-Mobile US) 또는 T-모바일은 워싱턴주 벨뷰에 본사를 둔 미국의 무선 네트워크 운영업체이다. 최대 주주는 독일 본에 본사를 둔 독일 회사인 다국적 통신 회사인 도이체 텔레콤 AG이다. 2023년 4월 현재 유럽 회사는 회사 지분 51.4%를 보유하고 있다. T-모바일 US는 2024년 6월 13일 기준으로 시장 점유율 31.43%를 차지하며 버라이즌에 이어 미국에서 두 번째로 큰 무선 이동통신사이다.
이 회사는 1994년 웨스턴 와이어리스 코퍼레이션(Western Wireless Corporation)의 존 W. 스탠턴(John W. Stanton)에 의해 보이스스트림 와이어리스(VoiceStream Wireless)로 설립되었다. 도이체 텔레콤은 2001년에 다수의 소유권을 얻었고 T-모바일 브랜드의 이름을 따서 이름을 변경했다. T-모바일 US는 T-모바일 및 메트로 바이 T-모바일 브랜드로 미국에서 무선 음성 및 데이터 서비스를 제공한다(후자는 2013년 역인수로 메트로PCS를 인수하여 T-모바일이 나스낙 증권 거래소에서 상장됨). 또한 많은 모바일 가상 이동 통신망 사업자의 호스트 네트워크 역할을 한다. 이 회사의 연간 수익은 약 800억 달러에 달한다.
2020년 4월 1일에 T-모바일과 스프린트가 합병을 완료하여 이제 T-모바일이 스프린트의 단독 소유주가 되면서 스프린트는 2020년 8월 2일에 스프린트 브랜드가 공식적으로 중단될 때까지 T-모바일의 유효한 자회사가 되었다. 본사가 T-모바일 사무실이 되었다. 합병의 일환으로 T-모바일 US는 연방 유니버설 서비스 펀드(Universal Service Fund)의 라이프라인 어시스턴스(Lifeline Assistance) 프로그램의 보조금을 받는 서비스인 어슈런스 와이어리스(Assurance Wireless)를 인수했다.